# Scalo di Concessa-Bolano
Lo Scalo di Concessa-Bolano, è uno scalo merci di proprietà di RFI situato a Concessa, località tra Catona e Villa San Giovanni.
È parte integrante della stazione di Villa San Giovanni, a cui è collegata grazie a un raccordo ferroviario che poi si congiunge anche a quello per Villa San Giovanni Mare.

L'impianto è dotato di 34 binari utilizzati totalmente per i treni merci, classificandosi terzo scalo merci d'Italia per numero di binari, davanti a Venezia Marghera Scalo e dietro a Verona Quadrante Europa.